# شیائو مینگلین
شیائو مینگلین (انگلیسی: Xiao Minglin؛ زادهٔ ۳ اکتبر ۱۹۶۴) وزنه‌بردار اهل چین بود. وی در بازی‌های المپیک تابستانی ۱۹۸۸ شرکت کرده‌است.